# Deutscher Schallplattenpreis
El Premio Discográfico Alemán (en alemán: Deutscher Schallplattenpreis)  era un premio de medios de comunicación de la Deutsche Phono-Akademie que se concedió desde 1963 a 1992. El "ECHO" es el sucesor del Deutscher Schallplattenpreis.

## Premiados
- 1963 Claudio Arrau https://arrauhouse.org/content/ackn_recordawards.htm
- 1965 Claudio Arrau https://arrauhouse.org/content/ackn_recordawards.htm
- 1969 Claudio Arrau https://arrauhouse.org/content/ackn_recordawards.htm
- 1970 Claudio Arrau https://arrauhouse.org/content/ackn_recordawards.htm
- 1973 Gerhard Schmidt-Gaden
- 1988 Hartmut Haenchen
- 1997 Huelgas Ensemble